# Jud (nome)
Jud ou Jude é um nome de origem israelita (em hebraico:  יהוד), cujo significado quer dizer "aquele que é amado por Deus", "aquele digno de louvor divino" ou "confessor divino". Outras fontes, contudo, apontam que o significado quer dizer "pertencente à tribo de Judá" ou judeu, simplesmente. Nesta última forma, assume a posição de apelido/sobrenome, geralmente.
Nos países lusófonos é usualmente raro: seu emprego como prenome advém na maioria das vezes em razão da origem étnica da família (estadunidense ou europeia); como sobrenome, é mais comum nas famílias de origem judia, sendo raro também.
Não há um consenso quanto à existência de uma variante feminina, porém alguns apontam que as formas aceitas seriam Judy, Judi ou Judie. A última forma teria sido aceita somente com a adopção do Acordo Ortográfico de 1990.